# ヒュンダイ・シータエンジン

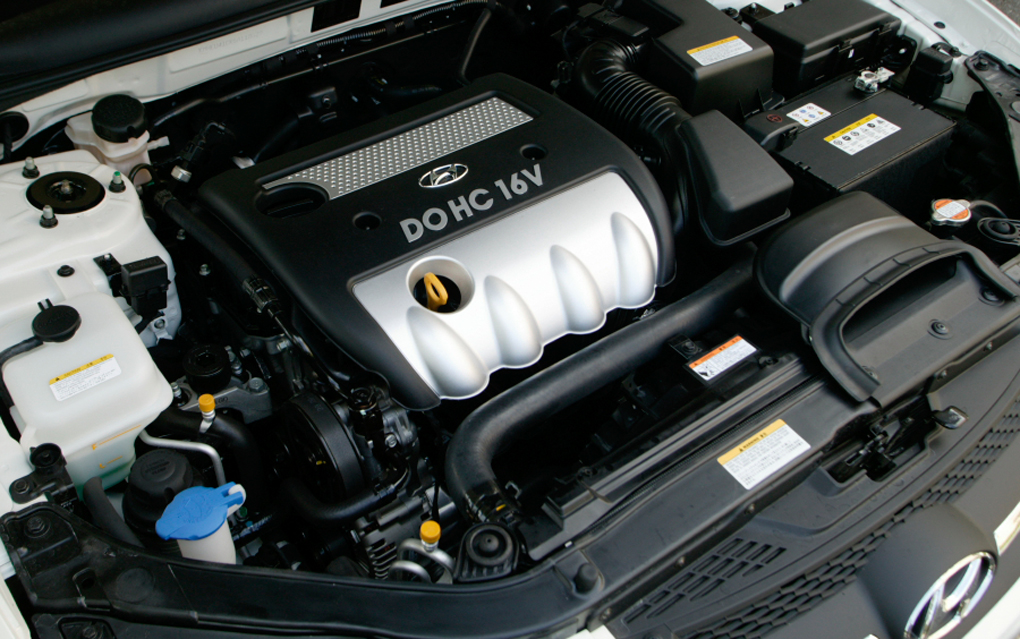
2.4リッター θエンジン（G4KC型、NFソナタ用）

θ（Theta、シータ）エンジンは、現代-起亜自動車グループの開発・製造する直列4気筒エンジンのシリーズ名。
「ワールドエンジン」のヒュンダイ/キア版であり、Cセグメント～Dセグメント車を中心に積極的に搭載している。

## 概要
韓国の現代自動車（ヒョンデ）により設計されたエンジン。初搭載は2004年9月デビューのNFソナタである。2005年には、中国国内で生産する自社モデルに搭載するためのエンジン製造工場を建設した。
エンジンブロック、シリンダーヘッドなどの基本設計は、三菱自動車工業、ダイムラー・クライスラー（DC、当時）との3社共同で設立したGEMA（Global Engine Manufacturing Allianceの略）により共有されている。製造においても鋳造や加工での共通のプロセスが開発され、3社による大規模生産でのスケールメリットによりコスト削減を行う。なお共通範囲は基礎的な部品のみであるため、それぞれの市場のニーズに応じ各社が自由にエンジンの性能を決定出来るだけの余地が残されており、自由な仕様のエンジンが存在する。DCはワールドエンジン、三菱は4B1型が該当する。
NFソナタ（前期型・韓国仕様車）の場合、へッドカバーには"θ-VVT"と記載されているが、輸出仕様車ではヒュンダイCIマークと共に"DOHC 16V"と記載されている（写真）。韓国仕様車でもグレンジャーTGの場合"DOHC 16V"であるが、ソナタのヘッドカバーとは配色が異なり黒尽くめである。

## シータ2エンジン
2007年以降、NFソナタのマイナーチェンジに伴い、本機も改良され、θII（シータ2）と呼ばれるものに換装された。吸気側にCVVTを装備し、若干高出力・高回転型となったほか、ヘッドカバーデザインの変更が加えられた。シータ2は、排気量は2.0L、2.4Lを基本にMPI仕様、ターボ仕様、直噴（GDI）仕様およびそれらの組み合わせた多様なラインナップが用意され、2010年代を通じてヒュンダイやキアのCセグメント車、Dセグメント車に搭載された。

### リコール
直噴仕様のシータ IIを搭載したヒョンデとキアの車両は、これらのエンジンが米国運輸省（NHTSA）による調査対象とされ、リコールされた。当局は、異常な騒音や焼き付きが発生しやすいシータエンジン搭載車約170万台のリコールに関して、現代自動車と起亜自動車が適時に十分な措置を講じたかどうか調査している。
ヒョンデは2015年9月、2.0Lおよび2.4LのシータIIを搭載した2011～2012年モデルのソナタ約47万台をリコールした。当時、現代はNHTSAに対し、製造上の問題によりエンジンのクランクシャフトの周囲に金属の破片が残り、オイルの流れに問題を引き起こしたと語った。金属片はコンロッドベアリングを通るオイルの流れを妨げ、コネクティングロッドを損傷した。メーカーは、クランクシャフトから金属加工の破片を除去するために使用される機械的な「バリ取り」プロセスが問題の原因だと主張した。
2016年、シータ2エンジンから発火するトラブルなどを経験していた社内の技術者の一人が、アメリカ道路交通安全局（NHTSA）や韓国政府にエンジンの欠陥を放置している状況を内部通報。この通報を契機にアメリカ道路交通安全局は、リコールに関する調査を行った。
ヒョンデは2017年4月までに、2013～2014年のソナタおよびサンタフェ・スポーツ車両を含む、シータII搭載車両をさらに57万2,000台追加し、2015年のリコール範囲を拡大した。ヒョンデは安全規制当局に対し、同じ金属破片問題がリコール拡大の原因となったと述べた。同じ頃、キアはNHTSAに対し、エンジンベアリングの摩耗が早すぎてエンジンの焼き付きを引き起こしたため、2011年から2014年型のオプティマ、2012年から2014年型のソレント、および2011年から2013年型のスポーテージ、計61万8,000台以上をリコールする旨を伝えた。 キアは、ヒョンデが初めて自社車をリコールした2015年には同車をリコールしなかったと述べた。キア車に搭載されているシータIIは、ヒョンデとは異なる生産ラインで製造されており、異なる問題を抱えていたためだという。シータ IIについて苦情を訴える顧客に加え、ヒョンデでエンジニアとして働いていた韓国人の内部告発者が知っていることをNHTSAに通報した。また、2017年4月、ヒョンデとキアは、シータIIに欠陥があることを認め、グレンジャーやソナタなど5車種を韓国で17万台リコールする計画を立てた。 最終的に韓国でのリコール対象は52万台に上った。 
メーカーがエンジンの修理や交換に数千ドルの支払いを拒否したため、所有者らは訴訟を提起し始め、2015年の訴訟ではディーラーが作業に4500ドルを要求したと主張した。キアは、2016年にシータエンジンを搭載した車両の所有者が起こした集団訴訟についても書類送達を受けた。NHTSAは、「ヒョンデのシータIIエンジンリコールの適時性と範囲、そしてヒョンデの報告義務の順守の両方を調査する」ために行動をとったと発表した。
カナダでは2019年にヒュンダイが該当エンジンを使用するほとんどの車両のリコールを発表したが 、カナダ仕様のフォルテに使用されている本機の故障と、起亜カナダ社に対するメーカーサポートの欠如を理由に2018年に集団訴訟が提起された。
2020年10月、ヒュンダイはシータ2エンジンに振動や停止するなどの欠陥があったことを認め、2010年-2019年製の車両を保有する顧客に対して、生涯保証プログラムを提供することを決定した。
2020年12月1日、ヒョンデおよびキアは、NHTSAとの共同審査を受け、さまざまなエンジンを搭載した42万3000台の車両をリコールした。その中にはMPI仕様の2.4L シータIIも含まれ、これはMPI仕様がリコールされる最初の例となった。対象車両は、2011～2013年型のソナタ ハイブリッド、2012年型サンタフェ、 2012～2013年式のソレント、2011～2013年式のオプティマ ハイブリッド、2012～2013年式のフォルテおよびフォルテ クープ、並びに2012年式スポーテージの2.4L車が含まれる。

## 諸性能

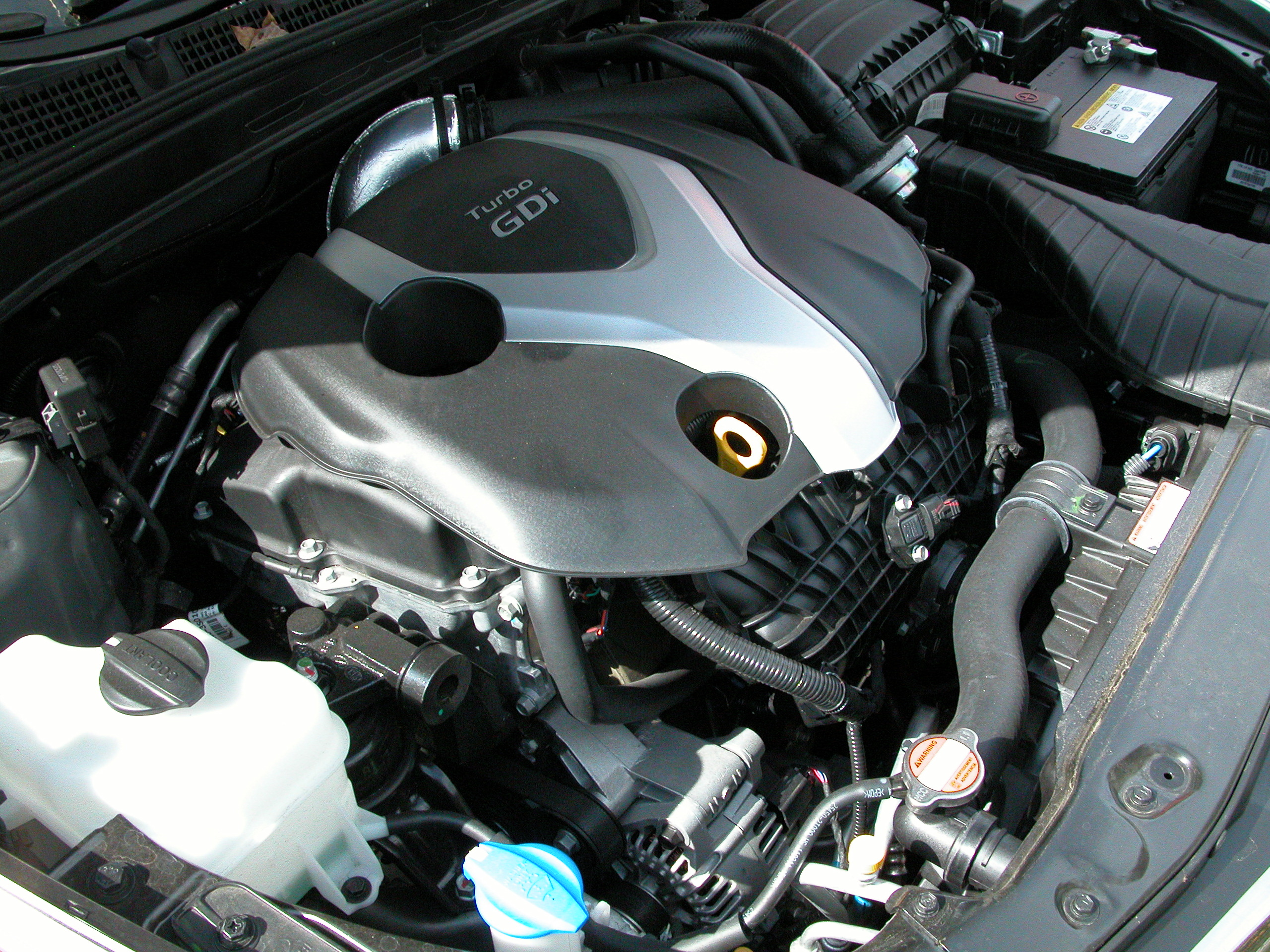
2.0L 直噴ターボ仕様（YFソナタ）

| エンジン型式     | G4KF（2.0L）             | G4KC（2.4L）          | ？（2.4L）            |
| 搭載車種         | ジェネシスクーペ韓国仕様 | NFソナタ日本仕様      | YFソナタ韓国仕様      |
| 排気量           | 1,998 cc                 | 2,359 cc              | 2,359 cc              |
| 過給器・特筆事項 | ターボ                   | なし                  | 直噴                  |
| ---------------- | ------------------------ | --------------------- | --------------------- |
| シリンダー配置   | 直列4気筒DOHC16バルブ    | 直列4気筒DOHC16バルブ | 直列4気筒DOHC16バルブ |
| ボア             | 86mm                     | 88 mm                 | ？mm                  |
| ストローク       | 86mm                     | 97 mm                 | ？mm                  |
| 圧縮比           | 9.4:1                    | 10.5：1               | ?:1                   |
| 燃料供給方式     | 電子制御式               | 電子制御式            | 電子制御直噴（GDi）   |
| 最高出力         | 275ps/ 6,000 rpm         | 164ps/ 5,800 rpm      | 201ps/ 6,300 rpm      |
| 最高トルク       | 38.0kgf·m/ 2,000 rpm     | 23.1kgf·m/ 4,250 rpm  | 25.5kgf·m/ 4,250 rpm  |

### 主な採用車種
- ヒュンダイ
  - ソナタ（NF系以降）
  - グレンジャー（TG系以降）
  - ジェネシスクーペ（BK系）
  - サンタフェ（CM系以降）
  - トゥーソンiX（LM系）
  - グランドスタレックス（TQ系）
  - ジェネシス・G70（IK系）

- キア
  - マジェンティス/ロッツェ/K5（MG系、TF系）
  - K7
  - カレンス（UN系）
  - ソレントR（XM系）
  - スポーテージR（SL系）
  - フォルテ

## 外部サイト
- グローバル・エンジン・マニュファクチュアリング・アライアンス（英語）
- ヒュンダイ（ワールドワイド）（英語）
- キア（インターナショナル）（英語）